# موریل روبن
موریل روبَن (فرانسوی: Muriel Robin‎؛ زادهٔ ۲ اوت ۱۹۵۵) هنرپیشه و کمدین فرانسوی است. او از سال ۱۹۸۱ میلادی تاکنون مشغول فعالیت بوده‌است.

## قسمتی از فیلمشناسی
- بدبیاری‌های سوفی -۲۰۱۶
- یک روز در موزه -۲۰۰۸
- مسافران ۲ -۱۹۹۸

## جوایز
- برندهٔ جایزه امی به عنوان بهترین بازیگر زن -۲۰۰۷
- نامزد جایزهٔ سزار -۲۰۰۱
- دریافت کنندهٔ نشان لژیون دونور (شوالیه)